# Digimon Adventure 02
Digimon Adventure 02 (яп. デジモン アドベンチャー 02) — японський анімаційний серіал, спродюсований Toei Animation. Є прямим продовженням «Пригоди діґімонів» і другим серіалом у франшизі. Аніме транслювалося в Японії з 2 квітня 2000 по 25 березня 2001 року

## Сюжет
Через чотири роки після подій «Пригоди діґімонів» у Цифровий світ вторгається Імператор Дигімонів (англ. Digimon Kaiser), який поневолює дигімонів за допомогою Темних кілець і будує Контрольні Шпилі, що зводять нанівець дигіволюцію. Для боротьби з ним набирають трьох нових Дигіпризначених, кожен з яких отримує собі в напарники стародавнього дигімона. Кожен з них, а також Ті Кей і Карі володіють D-3, новим типом Digivice, який дозволяє їм відкривати ворота для перенесення в Цифровий світ за допомогою будь-якого комп'ютера. Вони також отримали D-термінали, які містять дигі-яйця з гербом, що дозволяють їхнім партнерам-дигімонам пройти дигіволюцію броні, щоб протистояти присутності контрольних шпилів. Імператор дигімонів, яким виявився хлопчик-геній Кен Ічіходзі, тікає до цифрового світу. За допомогою напарника Кена, Ворммона, DigiDestined перемагають Кена.
Поки Приречені відбудовують Цифровий світ, Девіс, Йолей і Коді розблоковують нормальну Дигіволюцію. Водночас вони об'єднуються з виправленим Кеном, який приєднується до команди для боротьби з Арукенимоном, дигімоном, який, як і інші дигімони, відроджує Контрольні Шпилі. Коли дигімони зі Шпилями управління виявляються сильнішими за них, DigiDestined вивчають ДНК-дигіволюцію, яка дозволяє двом дигімонам чемпіонського рівня злитися в сильнішого дигімона найвищого рівня. Коли Арукенимон створює BlackWarGreymon, він починає знищувати кожен Камінь Долі, сподіваючись перемогти Азулонгмона, який з'являється після знищення кожного Каменя. Після того, як BlackWarGreymon тікає, Азулонгмон попереджає DigiDestined про загрозу, що ховається за спинами Арукенимона і Мумімона.
Під час Різдва по всьому людському світу з'являються Шпилі контролю, які приносять із собою Дигімонів. Поки DigiDestined вирушають разом з Imperialdramon, щоб знищити їх за допомогою міжнародних DigiDestined, Арукенимон і Мумімон починають викрадати кількох дітей для Юкіо Оікави, друга батька Коді, який мріє потрапити в Цифровий світ. Повернувшись до Японії, «Цифрові приречені» починають боротьбу з Корпусом демонів та їхнім лідером Демоном, а Оікава використовує темні спори всередині Кена, щоб імплантувати їх у дітей. Після ув'язнення Демона в Темному Океані, BlackWarGreymon жертвує собою, щоб запечатати портал в Цифровий Світ на терасі Хайтон В'ю, перш ніж Оікава і діти зможуть туди потрапити.
Разом з Оікавою та дітьми DigiDestined потрапляють до Світу мрій і дізнаються, що його контролює Міотизмон. Міотизмон відокремлюється від Оікави і використовує енергію Темних Спор, щоб відродитися як МалоМіотизмон. За допомогою Приречених з усього світу Приречені перемагають МалоМіотизмона, і Оікава жертвує собою, щоб відновити Цифровий світ. Двадцять п'ять років потому люди та дигімони живуть разом.